# ستيف كراب
ستيف كراب (بالإنجليزية: Steve Crabb)‏ هو منافس ألعاب قوى بريطاني، ولد في 30 نوفمبر 1963 في إدمونتون ‏ في المملكة المتحدة.

## وصلات خارجية
- ستيف كراب على موقع الاتحاد الدولي لألعاب القوى (الإنجليزية)
- ستيف كراب على موقع أوليمبيديا (الإنجليزية)
- ستيف كراب على موقع اللجنة الأولمبية البريطانية (الإنجليزية)